# Pierre-Albert Clément
 (novembre 2015).
Pierre-Albert Clément est un écrivain français, historien du Languedoc, né à Nîmes le 4 septembre 1924, et décédé le 26 novembre 2014 à Alès.

## Biographie
- Né à Nîmes en 1924[2], Pierre-Albert Clément passe son enfance à Canaules dans le Gard où son père est instituteur.

### 1924-1944 : un jeune studieux
- 1934-42 : élève au lycée Jean-Baptiste-Dumas d’Alès où dit-il « je n’ai jamais eu de notes fabuleuses en dissertation. Toutefois j’ai accumulé un très riche vocabulaire car j’ai dévoré quantité de romans et de récits historiques »[3].
- 1942 (octobre)-1944 (mai) : Maths Sup au lycée de garçons de Nîmes, puis en prépa H.E.C. à Montpellier ; début mai il passe l’écrit du tronc commune H.E.C. – Saint-Cyr. Il n’y aura pas d’oral pour cause de Libération.

### 1944 : Le maquis, l’expérience militaire et politique
- 1944 (juin à septembre) : il se débrouille seul pour atteindre le maquis F.T.P.F. (Francs Tireurs Partisans Français) du Bougès à partir de Saint-Frézal-de-Ventalon (48) est affecté au camp de Champ-Domergue , 7206e compagnie.

Son arrivée au maquis (juin, date non précisée), l’opération « dynamite » (19-20 juillet au Collet-de-Dèze) et le barrage de la Croix de Berguerolles pour contrer le retrait de l’armée allemande, le 25 août, où il a le bras droit fracassé par une balle explosive, ces trois récits ont été publiés.
- Septembre 1944 : il a été affecté à l’hebdomadaire Le Volontaire des F.T.P., où il a alors rédigé ses premiers articles, puis au journal L’Assaut qui lui succède, jusqu’en décembre 1944.

Il reçoit la Légion d’honneur (D.P.L.V.) pour actes au péril de sa vie et la médaille de la Libération.

### 1944-1961 : La vie civile, la thèse et l’«Olympia des Cévennes»
- 1944, de novembre à septembre 1947 : il est reçu 5e aux concours de Saint-Cyr et de H.E.C., qu’il intègre à Paris, poursuivant en même temps une licence de lettres à l’Institut de Géographie.
- 1947-1948 : il est inscrit à la faculté de droit de Montpellier ; sous la direction des professeurs Jules Milhau et Paul Marres, il prépare une thèse en Sciences économiques sur Le Salavès, étude monographique du canton de Sauve,  qu’il soutient en 1952. « L’information est précise, et tirée autant de l’observation « sur le terrain » que de dépouillement d’archives  […] Enfin, de l’analyse du passé et du présent, P.C. a dégagé quelques vues d’avenir, susceptibles de guider l’action administrative et les efforts privés »[5].
- 1961-1975 : À partir de 1961 et durant quinze ans, il organise les « Fêtes de la pleine lune » à Canaules. La première manifestation a lieu le 21 août 1961 avec le gala de Johnny Hallyday. Bientôt surnommée l' « Olympia des Cévennes », l'évènement accueille (notamment), Charles Aznavour, Gilbert Bécaud, Jacques Brel, Claude François, Françoise Hardy, Mouloudji,  Michel Sardou, Mireille Mathieu, Serge Lama, Hervé Vilard, Daniel Guichard[6],[7],[8].

### 1956-1981 : vie professionnelle et défense du patrimoine
- 1956 à 1981 : il vit à Saint-Ambroix et travaille aux usines GARD à Potelières (30). « Une entreprise familiale spécialisée dans la conception d’outils pour le travail du sol. Depuis 1875 avec la création de la charrue vigneronne[9] ». Directeur commercial, « il a sillonné pour vendre la charrue vigneronne l’Espagne et l’Italie où il a été frappé de voir le parti que ces pays tirent de leurs richesses archéologiques[10] ». Il est licencié à la suite d'un plan social de restructuration.

Depuis les années 1960 jusqu’à son décès, il reste président du Club de football de Canaules, et s’investit dans la défense « du patrimoine du bas Languedoc et des Cévennes qui pourrait servir de base pour faire prospérer la région et faire un tourisme intelligent ». Il pourfend les gaspillages pécuniaires des communes, les amitiés entre politiques qui se renvoient l’ascenseur, le mépris du patrimoine local tant petit que grand et les promesses non tenues pour la préservation du patrimoine.

### 1983- 2005 : l’Histoire et ses retentissements
« Rien ne semblait, a priori, annoncer une telle carrière de découvreur d’un monde oublié. […] La richesse de ses
découvertes dépassa ses espérances. Elle le conduisit à travers les Cévennes, vers tous les horizons du Languedoc ? Il y fut capté pour la vie. »

— Max Rouquette
- 1983 à 1999 : ses trois premiers ouvrages d’envergure :
  - Les chemins à travers les âges,
  - En Cévennes avec les bergers,
  - Foires et marchés d’Occitanie,

tous ayant connu plusieurs rééditions. Leur succès ? « Mon principe majeur est d’utiliser un vocabulaire à la portée de chacun en ne faisant pas étalage d’un jargon scientifique […] je peux dire que je suis un autodidacte en histoire de l’art, en viographie, en nundinologie, d’où des termes et des expressions que tout le monde peut comprendre ».
- 1988 : il est élu comme membre non résidant de l’Académie de Nîmes, où il n’a pas eu le temps de faire une communication[13].
- 1990 : après le décès de Jean Pellet son fondateur, il est élu rédacteur en chef du Lien des Chercheurs Cévenols, dont il devient le président de 2002 à 2012. Durant ses mandats de rédacteur en chef, il a contribué à faire passer cette revue au stade grand public avec de nombreux auteurs.
- 1990, 10 août : première balade pour le « lever du soleil à la Vieille Morte ». Il poursuivra ce pèlerinage annuel jusqu’en 2013, accompagné de nombreux marcheurs et amateurs.
- 1991 : président de l’association L’Air du Pays, pour la défense du patrimoine gardois, il fait barrage à un projet de construction près du temple de Diane à Nîmes qui a démoli un portique du Ier siècle, plus vieux monument de Nîmes[14]. L’association distribuait des « truelles d’or » pour ceux qui respectaient et soignaient le patrimoine et des « Pitié pour le Gard » aux bétonneurs…
- 1992 : il est coopté comme chercheur associé au CNRS, rattaché au G.D.R. 926 (Université de Besançon) sur « les paysages antiques et l’atlas des cadastres de Gaule ». Son ouvrage sur « Les Chemins » est cité en référence bibliographique par de nombreux auteurs qui ont travaillé sur la thématique des paysages antiques.
- 1992 : il lance la fête de la transhumance à l’Espérou. Son ouvrage « En Cévennes avec les bergers », s’est vendu à 40 000 exemplaires.
- 1992-2004 : démarches pour l’inscription de la ville de Nîmes au patrimoine mondial de l’UNESCO.

### 2004 à 2014 : Nouveaux intérêts, nouveaux ouvrages
- 2004 : il met au net le tracé de la Voie Domitienne à travers Montpellier.
- 2005 à 2008 : deuxième brassée d’ouvrages :
  - Via Domitia des Pyrénées aux Alpes, qu’il a fait classer comme monument historique avec l’aide de Philippe Lamour.
  - Loys Bastide et sa Chaline (roman), les aventures d’un muletier au XVIe siècle.
  - Sainte-Resquille (chronique clochemerlesque d’un bourg cévenol) dont les lecteurs ont reconnu, sans difficulté, un village de la plaine gardoise.
  - l’Olympia des Cévennes (Les fêtes de la Pleine Lune à Canaules de 1950 à 1975).
- Il avait mis en train son nouvel ouvrage sur Sauve depuis 2008, pour lequel il ne trouvait pas d’éditeur.

Retour à la langue d’oc 

« Pour bien comprendre, cependant cet univers perdu aux dérives du temps, et pour mieux l’appréhender, pour le réintégrer dans son vrai patrimoine, celui de l’Occitanie, Pierre Clément savait qu’il fallait en passer par la langue. Alors tranquillement, en plus des travaux qu’il ajoutait à son quotidien vital, il approfondit ce qu’il pouvait en connaître déjà. »

— Max Rouquette
- 2012, mai : il inaugure la stèle consacrée au maquisards à Champ-Domergue.
- 26 novembre 2014 :

« Pierre-Albert Clément est parti pour sa dernière transhumance. Mais, il a laissé des traces indélébiles auprès
de ceux qui ont partagé son pas assuré et généreux sur le chemin hasardeux des hommes. »
— Donato Pelayo et Tristan Cuche

## Publications
- Alès : Gard (30), Éditions S.A.E.P., 1973
- Les chemins à travers les Âges en Cévennes et bas Languedoc, Les Presses du Languedoc, 1983 (ISBN 2-85998-009-1)
- Églises romanes oubliées du Bas-Languedoc, Ann Arbor (Mich.)/Montpellier, Les Presses du Languedoc, 1989, 339 p. (ISBN 2-85998-059-8)
- La Voie domitienne : de la Via Domitia aux routes de l'an 2000, Les Presses du Languedoc/Max Chaleil, 1991 (ISBN 2-85998-090-3)
- En Cévennes avec les bergers : récits de transhumances, Les Presses du Languedoc/Max Chaleil, 1991 (ISBN 2-85998-085-7)
- Foires et marchés d'Occitanie : de l'Antiquité à l'an 2000, Montpellier, Les Presses du Languedoc, 1999, 398 p. (ISBN 2-85998-207-8)
- La Via Domitia : des Pyrénées aux Alpes, Éditions Ouest-France, 2005 (ISBN 2-7373-3508-6)
- Sainte-Resquille : Chronique satirique et savoureuse, Nouvelles Presses du Languedoc, 2007 (ISBN 978-2-35414-008-3 et 2-35414-008-8)
- Loÿs Bastide et sa Chaline, Cheminements, 2007 (ISBN 978-2-84478-517-6 et 2-84478-517-4)
- L'Olympia des Cévennes, Cheminements, 2008, 213 p. (ISBN 978-2-84478-630-2 et 2-84478-630-8)